# Mimenicodes subunicolor
Mimenicodes subunicolor là một loài bọ cánh cứng trong họ Cerambycidae.